# 性爱秋千

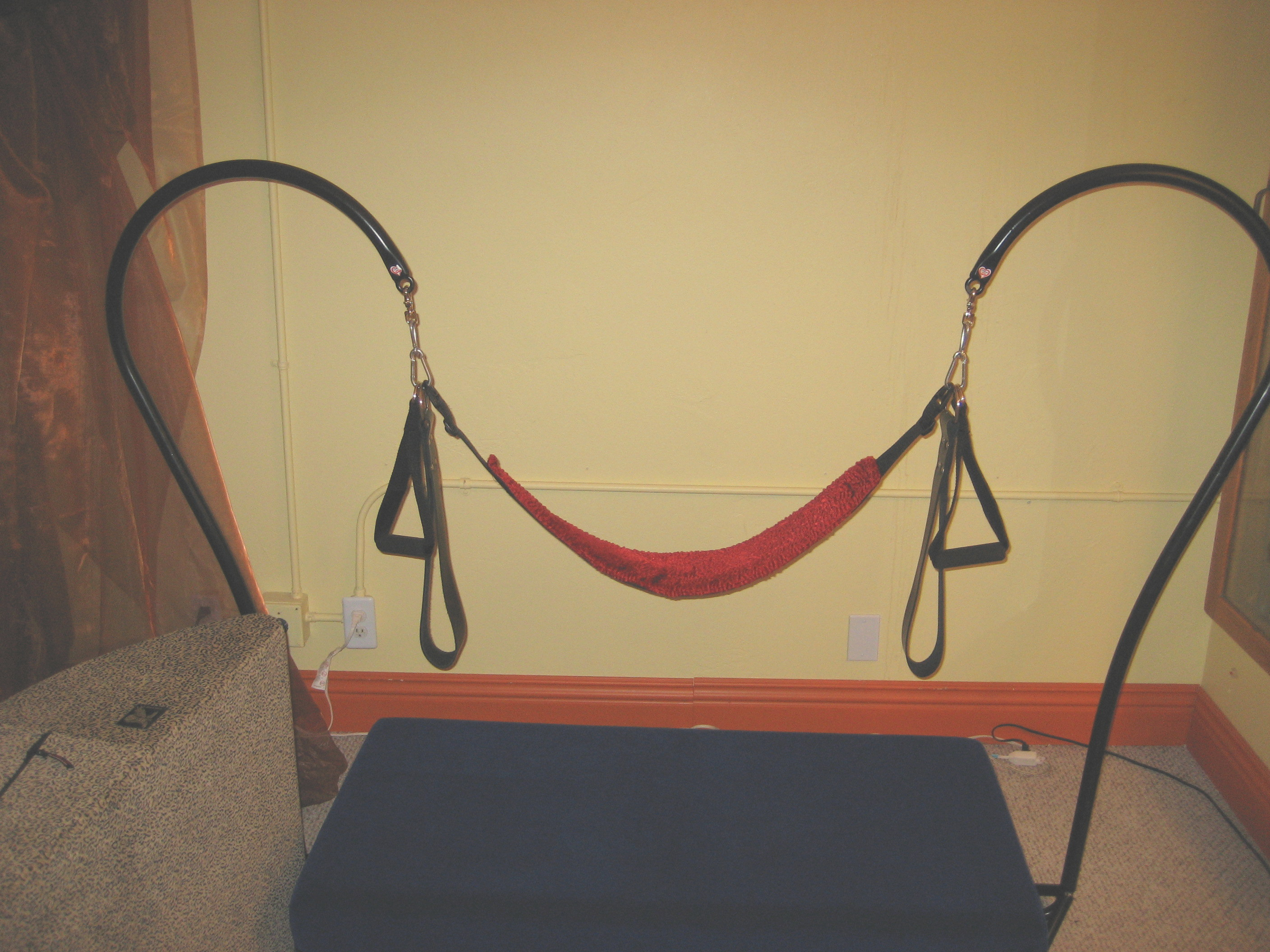
性爱秋千

性爱秋千是一种用於性交的吊带，其中一個人被吊帶吊起，另一個人則不在吊帶上（例如就直接站在地面上，可以自由走動），被吊帶吊起的人和不在吊帶上的人之間會進行性交。 最常见的性爱秋千通常可以支撑起一個人的背部以及臀部，同時還有套在吊帶上的人的腿上的镫。

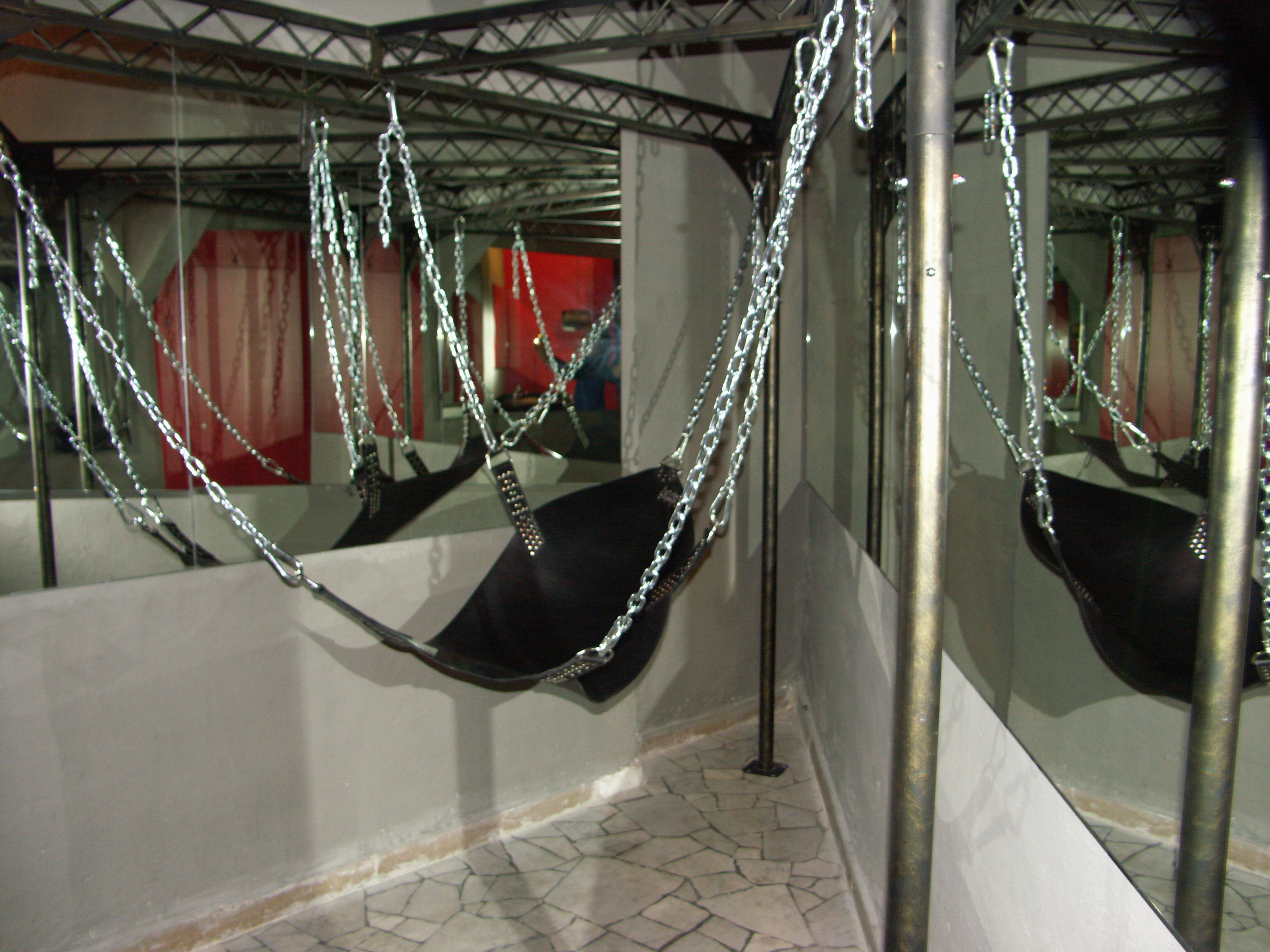
用于性交的吊床